# آکیماسا تسوکاموتو
آکیماسا تسوکاموتو (انگلیسی: Akimasa Tsukamoto؛ زادهٔ ۲۲ نوامبر ۱۹۶۹) بازیکن فوتبال اهل ژاپن است.
از باشگاه‌هایی که در آن بازی کرده‌است می‌توان به باشگاه فوتبال سرزو اوساکا اشاره کرد.